# Place Jussieu
La place Jussieu est une voie située dans le quartier Saint-Victor du 5e arrondissement de Paris.

## Situation et accès
La place Jussieu est desservie à proximité par les lignes 7 et 10 à la station Jussieu.

## Origine du nom
Cette place rend hommage à la famille de Jussieu, tous éminents botanistes.

## Historique
Créée en 1838 sous le nom de « place Saint-Victor » sur les terrains de l'ancienne abbaye Saint-Victor, elle prend le nom de « Jussieu » en 1867.

## Bâtiments remarquables et lieux de mémoire
- La place Jussieu donne accès au campus de Jussieu de Sorbonne Université.
- Elle constitue l'accès à la station de métro homonyme.
- Nos 5-7 : immeubles de style néo-Renaissance construits par les architectes Totrain et Vigreux en 1842[2] ; les sculptures sont dues à Adolphe-Paul Giraud[3].

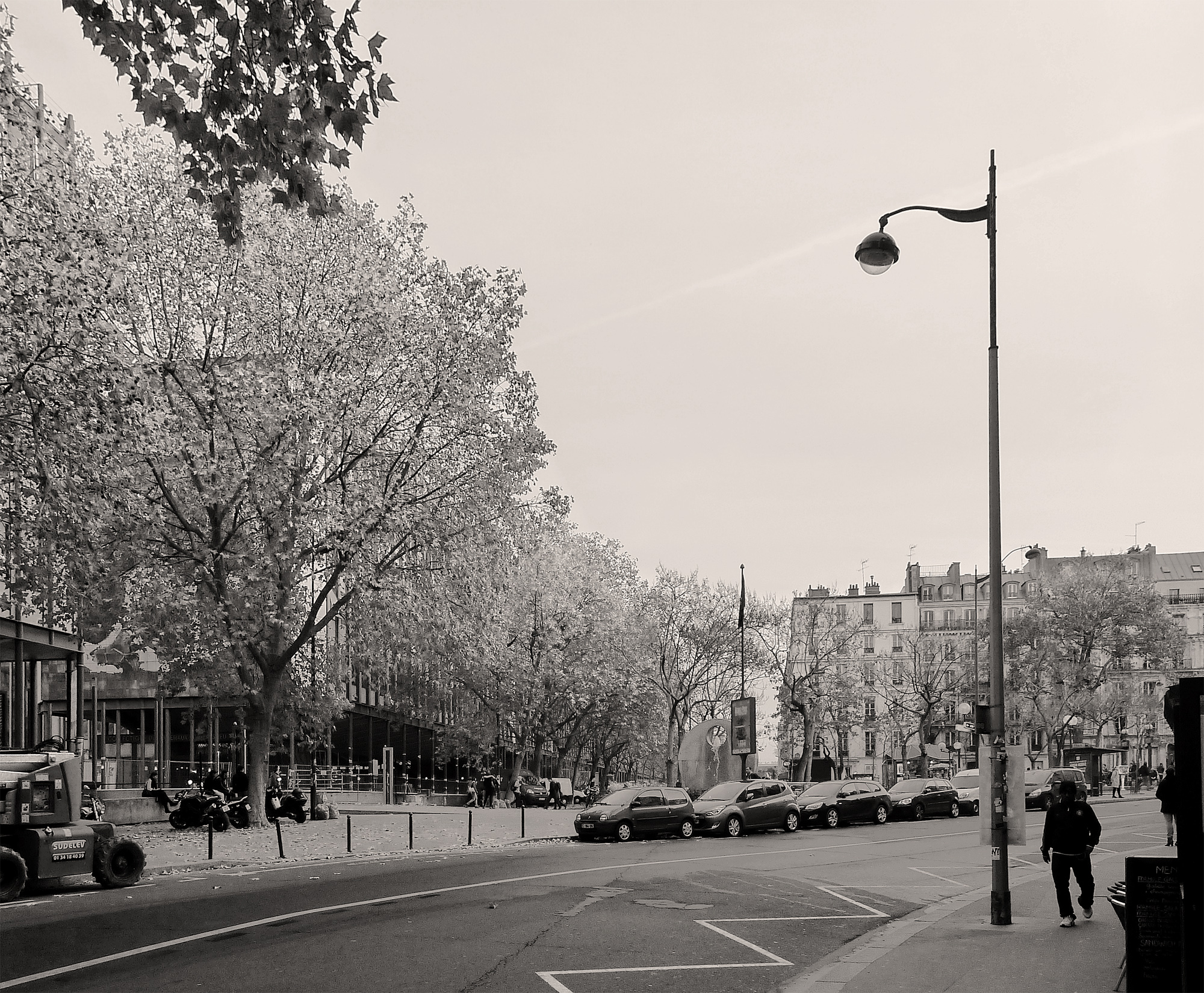
Accès à la place Jussieu.